# Kazania augustiańskie
Kazania augustiańskie – dwa kazania w języku polskim z końca XV lub początku XVI wieku.
Kazania powstały jako glosy do kazań łacińskich. Polski tekst, nadpisany nad tekstem łacińskim, układa się w prawie kompletne kazania, przeznaczone na 20. i 21. niedzielę po Zielonych Świątkach. Kazania przeznaczone były dla zakonników.
Punktem wyjścia kazań są narracyjne przykłady, objaśniane dalej w sposób alegoryczny. Np. na początku pierwszego kazania umieszczona jest historia o królu, który popadł w niemoc z rozpaczy po stracie syna. Z pomocą przychodzą mu trzej filozofowie – Arystoteles, Platon i Cyceron. Następnie wyjaśnione jest, że król oznacza Adama, zmarły syn – jego duszę, zaś dobrodziejstwa filozofów – akt odkupienia.
Rękopis znajduje się w Bibliotece Jagiellońskiej. Dawniej przechowywany był w bibliotece klasztoru augustianów w Krakowie, od której kazania przyjęły nazwę.